# لئو فره
لئو فره (فرانسوی: Léo Ferré‎؛ ۲۴ اوت ۱۹۱۶ – ۱۴ ژوئیهٔ ۱۹۹۳) موسیقی‌دان و خوانندهٔ آنارشیست، شاعرِ گویشورِ مونگاسک و از برجسته‌ترین شخصیت‌های هنری فرانسه پس از جنگ جهانی دوم بود.
لئو فره در کنار دیگر هم‌نسلانش، سرژ گنزبور، ژاک برل و ژرژ برسنس از بزرگترین خواننده-ترانه‌سرایان تاریخ موسیقی فرانسه به‌شمار می‌رود اما برخلاف آنان ترانه‌هایش در کشورهای انگلیسی‌زبان چندان شناخته‌شده نیست. او به عنوان هنرمندی آنارشیست شناخته می‌شد و شمایل خوانندهٔ معترض فرانسه را نزد هوادارانش یافته بود. شیوهٔ ترانه‌سرایی‌اش متأثر از وقایع روز اما شاعرانه بود و در آثارش شورش را با عشق و سودا می‌آمیخت.
فره حدود چهل آلبوم منتشر کرد و برخی از ترانه‌هایش مانند «همپای زمان» (Avec le temps)، غوغای پاریس (Paris canaille) و «آفیش سرخ» (L'affiche rouge با شعری از لویی آراگون) به آثاری کلاسیک در رپرتوار موسیقی شانسون بدل شده‌اند.